# SOS Tata
SOS Tata è un programma televisivo italiano di genere docu-reality, in onda per la prima volta in Italia nell'autunno 2005 sull'emittente televisiva satellitare Fox Life, inclusa nell'offerta Sky, e ritrasmessa in chiaro su La7 e con successive repliche su La7d. Si ispira al format originale americano Nanny 911, arrivato all'ottava edizione, quest'ultima in onda dal 30 novembre 2012. Gli autori del programma sono Angelo Ferrari, Nadia Forini, Enrico Levi, Luca Mayenza e Monia Palazzo. 
Nel 2021 va in onda un programma simile, questa volta intitolato Supernanny, e in onda su Discovery+ e sul canale Nove.

## Il programma
Il programma è andato in onda per la prima volta in Italia, come versione locale del format Nanny 911, nell'autunno del 2005 sull'emittente satellitare Fox Life, facente parte dell'offerta della piattaforma Sky. Quasi contemporaneamente LA7, emittente televisiva nazionale privata, ha trasmesso il programma in chiaro nella collocazione di prima serata.
Il reality è stato prodotto per otto edizioni, l'ultima delle quali trasmessa nell'autunno del 2012 su Fox Life e successivamente su LA7.
Il programma ha avuto un buon seguito e buoni risultati di ascolto; a seguito di ciò, alcune delle protagoniste della trasmissione hanno pubblicato libri che, come il format stesso, trattano l'argomento dell'educazione dei bambini.
Il 24 agosto 2011 ha segnato il suo record d'ascolti su LA7, raggiungendo l'8,49% di share medio.

### Format televisivo
Il programma intende aiutare genitori con figli di età fino ai 13 anni, da cui non riescono a farsi rispettare e a cui non riescono a dare un'adeguata educazione.
In ogni puntata, le tre educatrici protagoniste ricevono una chiamata dai genitori "disperati" (quando essa arriva, le tate, alla loro sede operativa, interrompono le attività che normalmente svolgono con i bambini e si radunano), che richiedono il loro intervento tramite un videomessaggio in cui uno dei genitori (la maggior parte delle volte si tratta della madre) parla illustrando in modo molto sommario le problematiche della famiglia. Le tate discutono quindi tra di loro per decidere chi sia la più adatta a gestire la situazione della famiglia in questione, in base alla loro esperienza e al loro carattere. La tata si reca, solitamente con mezzi di trasporto singolari, a casa della famiglia, dove rimane per una settimana. Nei primi due giorni la tata osserva ed annota i comportamenti della famiglia, restando in disparte e dicendo di fare finta che lei non ci sia, per capire quali provvedimenti adottare. La sera del secondo giorno la tata convoca i genitori per una riunione in cui spiega loro le principali problematiche riscontrate; a partire dal terzo giorno fissa delle regole sia per i figli che per i genitori, riportate per iscritto su alcuni supporti che la famiglia appende nella casa, ed inizia ad intervenire per correggere in tempo reale i comportamenti sbagliati e riportare la pace nella famiglia. Alla fine, prima di andarsene, lascia una lettera contenente ringraziamenti e consigli, in genere molto commovente, che la famiglia deve leggere solo dopo che la tata è andata via.

#### Le novità della quarta edizione
A partire dalla quarta edizione del 2008 il format del programma è stato leggermente rinnovato: vengono analizzati anche casi di famiglie non "tradizionali", ad esempio nuclei famigliari con in casa altri parenti oltre ai genitori o famiglie con figli di coppie separate che vivono insieme (il caso più tipico è quello in cui uno o più bambini sono figli di uno solo dei membri della coppia di genitori). Il programma entra così a contatto con la realtà attuale delle "famiglie allargate", con tutti i problemi che ne possono derivare. Da questa edizione viene introdotta anche "la prova di metà settimana", una prova a cui il genitore ritenuto più in difficoltà viene sottoposto dalla tata (che non vi prende parte, la osserva tramite telecamere e monitor in un furgone attrezzato ed interviene solo se gli eventi prendono una brutta piega), che consiste nel far svolgere e condividere una particolare attività a genitore e figli; tale prova viene usata per stabilire se la madre o il padre in questione riescano a gestire adeguatamente una situazione particolare che, prima dell'intervento della tata e dei consigli da lei dati, sarebbe stata sostanzialmente ingestibile o impensabile.

## Le tate
- Lucia Rizzi (stagioni 1-8): considerata la "capo tata" in quanto è sempre stata la più anziana ed esperta (venendo quindi mandata ad intervenire nei casi più problematici), è stata l'unica tata ad aver preso parte a tutte le edizioni del programma. Ha studiato negli Stati Uniti d'America, dove si è laureata, ed è ricercatrice del Child Development Center (Università della California); è esperta di sindrome da deficit di attenzione e iperattività[3]. Secondo l'impostazione statunitense, Tata Lucia crede nella massima potenzialità dell'individuo, sviluppata mantenendo viva la curiosità del bambino tramite stimoli costanti. Del suo lavoro le piace la possibilità di aiutare i bambini a conquistare la felicità. Ha un approccio molto positivo e tranquillo, ma con una particolare attenzione al rispetto delle regole e alla disciplina. È autrice dei libri Fate i bravi! e Fate i compiti!, editi da Rizzoli.
- Adriana Cantisani (stagioni 4-8): nata in Uruguay, all'età di un anno si è trasferita negli Stati Uniti. Laureata all'Università della California di San Diego, è nota per aver creato il programma didattico televisivo English is Fun!, una metodologia basata su esperienze ludiche per accostare i bambini alla lingua inglese sin dalla più tenera età (metodo ufficiale del British Institutes e degli asili nido della catena Baby World). È consulente ufficiale dell'azienda Chicco per lo sviluppo dei giochi parlanti bilingue ed è madre di due figli.
- Martino Campagnoli (stagione 8): di Pesaro, è stato l'unico "tato" di sesso maschile del programma. È educatore ed animatore di professione e fa della componente ludica la base del suo approccio con i bambini. Tato Martino, infatti, sostiene che "attraverso il gioco si possono trasmettere informazioni, valori, attitudini e risorse fondamentali, con il vantaggio di operare in un contesto protetto".
- Rita Balloni (stagione 1): tata molto solare e dinamica; è dirigente di comunità e segue bambini disabili, basando il suo lavoro sul dialogo con i bambini. Per Tata Rita il valore principale nel rapporto con i bambini è l'affettività.
- Mara Sfondrini (stagione 1): laureata in psicomotricità, è particolarmente abile nel relazionarsi con bambini che hanno difficoltà di apprendimento; gestisce infatti corsi di teatro e pittura (cromoterapia) per bambini con problemi caratteriali e di apprendimento. Secondo Tata Mara, pazienza, disponibilità e dolcezza sono le caratteristiche fondamentali che deve possedere una tata, mentre la comunicazione con il genitore è alla base dell'educazione del bambino.
- Francesca Valla (stagioni 2-5): laureata in Scienze Motorie, è insegnante in una scuola elementare di Bergamo, educatrice in un centro di consulenza psicopedagogica e insegnante di sostegno con bambini in situazioni di disagio. È tranquilla e molto brava ad insegnare ai bambini come si può imparare giocando.
- Renata Scola (stagioni 2-3): laureata in Scienze dell'educazione, è dirigente di comunità ed educatrice presso un'importante comunità di Pronto Intervento per minori a Milano. In particolare ha esperienza con i "bambini difficili".
- May Okoye (stagioni 6-7): originaria della Nigeria, ha studiato lingue e letteratura all'università "La Sapienza" di Roma. Nel 2005 ha frequentato un corso di educatrice negli Stati Uniti al Monroe Community College, dove ha acquisito solide e innovative basi di puericultura. Poliglotta, brillante e risolutiva, Tata May è specializzata nell'accudimento di neonati, ma si relaziona in modo efficace con bambini di tutte le età, dosando sempre al punto giusto bontà e fermezza.

## Edizioni
| Stagione | Prima TV Satellite | Prima TV in chiaro | Puntate | Data di inizio    | Data di fine     | Tate        | Tate              | Tate               |
| -------- | ------------------ | ------------------ | ------- | ----------------- | ---------------- | ----------- | ----------------- | ------------------ |
| 1ª       | Fox Life           | LA7                | 10      | 2005              | 2005             | Lucia Rizzi | Rita Balloni      | Mara Sfondrini     |
| 2ª       | Fox Life           | LA7                | 12      | 22 settembre 2006 | 8 dicembre 2006  | Lucia Rizzi | Renata Scola      | Francesca Valla    |
| 3ª       | Fox Life           | LA7                | 10      | 2 ottobre 2007    | 4 dicembre 2007  | Lucia Rizzi | Renata Scola      | Francesca Valla    |
| 4ª       | Fox Life           | LA7                | 10      | 3 ottobre 2008    | 5 dicembre 2008  | Lucia Rizzi | Adriana Cantisani | Francesca Valla    |
| 5ª       | Fox Life           | LA7                | 10      | 2009              | 2009             | Lucia Rizzi | Adriana Cantisani | Francesca Valla    |
| 6ª       | Fox Life           | LA7                | 14      | 1 ottobre 2010    | 31 dicembre 2010 | Lucia Rizzi | Adriana Cantisani | May Okoye          |
| 7ª       | Fox Life           | LA7                | 14      | 25 novembre 2011  | 24 febbraio 2012 | Lucia Rizzi | Adriana Cantisani | May Okoye          |
| 8ª       | Fox Life           | LA7                | 11      | 30 novembre 2012  | 8 febbraio 2013  | Lucia Rizzi | Adriana Cantisani | Martino Campagnoli |

## Controversie
Il 23 settembre 2013 il quotidiano nazionale La Stampa ha riportato la notizia che l'Associazione Culturale Pediatri, insieme ad altre associazioni, in una lettera aperta ha chiesto all'allora Garante per la protezione dell'infanzia e dell'adolescenza Vincenzo Spadafora di intervenire contro l'esposizione dei minori nei reality show, facendo riferimento in particolare alla puntata di sabato 14 settembre in onda su LA7. Nella trasmissione, un bimbo di appena 12 mesi di età in evidente stato di stress emotivo veniva ripreso da una telecamera e mostrato ai telespettatori. L'associazione ritiene che trasmettere le immagini di un bambino terrorizzato a milioni di telespettatori sia una violazione della dignità e dei diritti del bambino. L'associazione esprime inoltre il proprio dissenso riguardo al metodo di far addormentare i bambini da soli attraverso l'estinzione graduale del pianto. Precisa poi che numerosi studi scientifici hanno dimostrato, sulla base della fisiologia dell'essere umano, che uno dei bisogni fondamentali del bambino sono proprio le cure di tipo prossimale da parte dei genitori o degli adulti che se ne prendono cura. La pretesa che un bambino piccolo si addormenti da solo e dorma tutta la notte senza aver bisogno dei genitori non è soltanto irrealistica e contraria alla fisiologia umana, ma anche potenzialmente dannosa. Tale metodo può infatti compromettere il rapporto di fiducia tra il bambino e gli adulti e interferire con lo sviluppo di una sana relazione genitori-figli, oltre a interferire negativamente, nel caso del bambino più piccolo, con l'allattamento al seno. A oltre sette anni dalla messa in onda della puntata, non risulta nessun provvedimento sanzionatorio.

## Spin-off
Dal 25 aprile 2021 va in onda sul canale Nove uno spin-off del programma, intitolato Supernanny, con protagonista solamente la tata Lucia Rizzi.